# Atlantis Condominium
El Atlantis Condominium es un edificio residencial de lujo de veinte plantas de altura situado en Miami, Florida, Estados Unidos, que saltó a la fama cuando apareció en los créditos de apertura de la serie de televisión Miami Vice.

## Descripción
Fue construido entre 1980 y 1982 y diseñado por el estudio de arquitectura Arquitectonica, fundado por el arquitecto peruano Bernardo Fort-Brescia y su esposa Laurinda Hope Spear, a los que se sumaron Andrés Duany, Elizabeth Plater-Zyberk y Hervin Romney.
El edificio destaca por su innovador estilo arquitectónico posmoderno. La fachada norte es de vidrio reflectante, con cuatro balcones en las plantas más bajas, mientras que la fachada sur se caracteriza por una cuadrícula que crea cuadrados de tres plantas de altura. En el centro del edificio hay una apertura de cinco plantas de altura, llamada Palm Court (literalmente, «patio de la palmera»), que alberga una escalera de caracol roja, un jacuzzi y una palmera.
Sobre el color neutro de las fachadas de vidrio destacan llamativos colores primarios: el azul de la cuadrícula, el amarillo del contorno del Palm Court y de los balcones, y el rojo de la escalera de caracol del Palm Court y del ornamento triangular colocado sobre la azotea.
El edificio es un condominio que contiene 96 unidades y está situado en el 2025 de Brickell Avenue, en el barrio de Brickell de Downtown Miami. Es uno de los edificios más emblemáticos del skyline de Miami. En 2012, la sección de la Florida del American Institute of Architects lo incluyó como uno de los cien edificios más significativos del estado de la Florida en su lista Florida Architecture: 100 Years. 100 Places.

## En la cultura popular
- Apareció en los créditos de apertura de la serie de televisión Miami Vice, y se usó como lugar de grabación exterior en dos episodios.[5][7][8]
- También apareció brevemente en la película Scarface (1983) en las tomas exteriores del lugar donde vivía Frank López (Robert Loggia), aunque las tomas interiores se grabaron en otro lugar.[5][7][9]
- También apareció en la telenovela de Telemundo Marielena, protagonizada por Lucía Méndez y Eduardo Yáñez.
- En la ciudad ficticia Vice City del videojuego Grand Theft Auto: Vice City, inspirada en Miami, hay un edificio con una apertura cuadrada, una clara referencia al Atlantis Condominium.
- El Atlantis Condominium constituye también uno de los elementos más prominentes del videojuego de construcción de ciudades SimCity 3000 de Maxis.[10]